# Médaille pour la libération de Qubadli
La médaille pour la libération de Qubadli (en azerbaïdjanais: «Qubadlının azad olunmasına görə medalı») est une médaille de l'Azerbaïdjan. La médaille a été créée à l'occasion de la victoire de l'Azerbaïdjan dans la deuxième guerre du Haut-Karabakh. 

## Histoire
Le 11 novembre 2020, le président azerbaïdjanais, Ilham Aliyev, lors d'une réunion avec des militaires azerbaïdjanais blessés qui ont pris part à la deuxième guerre du Haut-Karabakh, a déclaré que de nouveaux ordres et médailles seraient établis en Azerbaïdjan et qu'il avait donné des instructions appropriées sur récompensant des civils et des militaires qui ont fait preuve «d'héroïsme sur le champ de bataille et à l'arrière et se sont distingués dans cette guerre». Il a également proposé les noms de ces ordres et médailles.  
Le 20 novembre 2020, lors d'une session plénière de l'Assemblée nationale azerbaïdjanaise, un projet de loi sur les amendements au projet de loi "Sur l'établissement des ordres et des médailles de la République d'Azerbaïdjan" a été soumis pour discussion.
La Médaille pour la libération de Qubadli a été créée le même jour en première lecture conformément au projet de loi "Sur l'établissement des ordres et des médailles de la République d'Azerbaïdjan" à l'occasion de la victoire de l'Azerbaïdjan dans la deuxième guerre du Haut-Karabakh.

## Statut
Selon le projet de loi «Sur l'établissement des ordres et des médailles de la République d'Azerbaïdjan», la médaille senior de la médaille est la médaille pour la libération de Zangilan, tandis que son prix junior est la médaille pour la libération de Choucha.